# Jerzy Kaczmarek
Pour les articles homonymes, voir Kaczmarek.
Jerzy Mieczysław Kaczmarek est un escrimeur polonais né le 8 janvier 1948 à Lubsko.

## Carrière
Jerzy Kaczmarek remporte la médaille d'or en fleuret par équipes aux Jeux olympiques d'été de 1972 à Munich, après avoir obtenu deux médailles d'argent en fleuret par équipe aux Championnats du monde d'escrime 1969 et aux Championnats du monde d'escrime 1971. Une autre médaille d'argent est obtenue aux Championnats du monde d'escrime 1974 en fleuret par équipes.